# Sarah Hammer
Sarah Kathryn Hammer (ur. 18 sierpnia 1983) – amerykańska kolarka torowa i szosowa, dwukrotna medalistka olimpijska i wielokrotna medalistka torowych mistrzostw świata.

## Kariera
Pierwszy sukces w karierze Sarah Hammer osiągnęła w 2001 roku, kiedy zdobyła srebrny medal w indywidualnym wyścigu na dochodzenie podczas torowych mistrzostw świata juniorów. Na rozgrywanych cztery lata później torowych mistrzostwach świata w Bordeaux w tej samej konkurencji była najlepsza wśród seniorek. W indywidualnym wyścigu na dochodzenie zdobyła ponadto: złote medale na MŚ w Palma de Mallorca (2007), MŚ w Kopenhadze (2010), MŚ w Apeldoorn (2011) i MŚ w Mińsku (2013) oraz srebrny podczas MŚ w Manchesterze (2008). Medale zdobywała także w omnium: złoty podczas MŚ w Mińsku, srebrny na MŚ w Melbourne (2012) i brązowy na MŚ w Apeldoorn. Ponadto wspólnie z Dotsie Bausch i Jennie Reed Hammer wywalczyła srebrny medal w drużynowym wyścigu na dochodzenie na MŚ w 2011 roku. W 2008 roku wzięła udział w igrzyskach olimpijskich w Pekiniei zajmując piąte miejsce w swej koronnej konkurencji, a rywalizacji w wyścigu punktowym nie ukończyła. Na rozgrywanych cztery lata później igrzyskach olimpijskich w Londynie zdobyła srebro w omnium, ulegając jedynie Brytyjce Laurze Trott. Na tych samych igrzyskach wspólnie z Bausch i Reed ponownie była druga w drużynie. W 2014 roku wystartowała na torowych mistrzostwach świata w Cali, zdobywając złoty medal w omnium oraz srebrny w indywidualnym wyścigu na dochodzenie, w którym uległa tylko Joannie Rowsell z Wielkiej Brytanii.